# Hardy (Nebraska)
Hardy es una villa situada en el condado de Nuckolls, Nebraska, Estados Unidos. Tiene una población estimada, a mediados de 2022, de 93 habitantes.

## Geografía
La localidad está ubicada en las coordenadas 40°0′41″N 97°55′26″O / 40.01139, -97.92389. Según la Oficina del Censo, tiene una superficie de 1.57 km², correspondientes en su totalidad a tierra firme.

## Demografía
Según el censo de 2020, en ese momento había 97 personas residiendo en la localidad. La densidad de población era de 61.78 hab./km². El 93.8% de los habitantes eran blancos, el 1.0% era asiático y el 5.2% eran de una mezcla de razas. Del total de la población, el 2.1% eran hispanos o latinos de cualquier raza.